# Wärtsilä
Wärtsilä è un'azienda finlandese con quartier generale a Helsinki, specializzata soprattutto nella fabbricazione di sistemi di propulsione e generazione d'energia per uso marino e centrali elettriche.
Nel 1997 Wärtsilä ha assorbito New Sulzer Diesel, società costituita nel 1990 in seguito allo spin-off della divisione motori diesel della Sulzer dall'azienda principale.

## Storia
- 1834: fondazione dell'azienda con il primo stabilimento, una segheria, impiantata nel comune di Värtsilä nella Carelia settentrionale, facente parte all'epoca dell'Impero russo; la località oggi denominata Wärtsilä fa parte del comune finlandese di Tohmajärvi che ha ereditato lo stemma di Värtsilä.
- 1851: l'azienda apre una ferriera.
- 1898: La società viene rinominata Wärtsilä Ab
- 1907: La società viene rinominata Wärtsilä Oy Ab
- 1935: la sede centrale della società viene trasferita a Helsinki.
- 1936: acquisizione della fabbrica di motori Onkilahti a Vaasa.
- 1938: viene siglato un accordo per la costruzione su licenza del gruppo Krupp Germaniawerft di motori diesel e il primo motore diesel viene costruito a Turku nel 1942
- 1978: Acquisizione del 51% della svedese NOHAB, le cui rimanenti quote sono acquisite nel 1984.
- 1981: costruzione dell'hovercraft Larus
- 1984: la società viene quotata alla borsa di Londra.
- 1989: Wärtsilä acquisisce SACM e Stork BV Werkspoor. L'azienda viene rinominata Stork BV-Wärtsilä Diesel
- 1990: l'azienda viene inglobata nella Lohja Corporation, in seguito rinominata Metra Corporation.
- 1991: dalla divisione Ovako AB, tra i suoi proprietari Metra e SKF viene creata la Imatra Steel.
- 1995: viene siglato un accordo di joint venture tra Wärtsilä Diesel e Cummins Engine Company Inc.
- 1997: Nel mese di aprile viene costituita Wärtsilä NSD, in seguito all'acquisizione da parte di Wärtsilä Diesel della New Sulzer Diesel. Il riferimento al nome di "Sulzer" dura fino al 2006 e viene utilizzato per i motori Wärtsilä ereditati dall'assorbimento di New Sulzer Diesel.
- 1999: Wärtsilä acquisisce la Grandi Motori Trieste e viene posta fine alla joint-Wärtsilä Cummins.
- 2000: in seguito ad un accordo tra "Wärtsilä NSD" e "John Crane-Lips", il gruppo Metra viene rinominato Wärtsilä Corporation.
- 2001: Wärtsilä vende la sua partecipazione in Sanitec ed assume la proprietà della società di servizi Ciserv AB e Sermet Oy.
- 2002: Il gruppo Ciserv, guidato da Mr. Pierpaolo Barbone, amplia la propria attività a Singapore, Danimarca e Canada.
- 2003: l'azienda è coinvolta nel cosiddetto caso Gotland, ed accusata di corruzione in Svezia, viene riconosciuta non colpevole.
- 2004: viene avviata in Cina la produzione di eliche.
- 2005: Wärtsilä acquisisce Deutz-Marine.
- 2006: Il gruppo Ciserv viene integrato in Wartsila Services. I marchi Ciserv e Sulzer vengono abbandonati, entrambi i marchi proseguono la loro attività come Wärtsilä.
- 2007: Wärtsilä Ship Power viene riorganizzata in cinque segmenti di clientela: Merchant, Offshore, Cruise & Ferry, Navy e Special vessels.
- 2008: Wärtsilä acquisisce Vik-Sandvik e Conan Wu & Associates Pte Ltd (CWA), società di progettazione navale di Singapore.
- 2009: Wärtsilä entra a far parte di UN Global Company, la più grande iniziativa mondiale di Responsabilità sociale d'impresa.
- 2012: Wärtsilä acquisisce Hamworthy PLC, azienda britannica di ingegneria specializzata nei settori marino e oil & gas.
- 2013: Wärtsilä riceve la commessa per costruire e operare l'assistenza alla più grande centrale elettrica tri-fuel al mondo, in Giordania.

## Wärtsilä Italia
L'azienda ha rilevato nel 1999 da Fincantieri la Grandi Motori Trieste che ora è denominata Wärtsilä Italia.
L'azienda, oltre ai motori per uso navale, produce motori Diesel o bi-fuel gasolio/gas naturale, motori per generatori di corrente per centrali elettriche da 1 fino a 500 MW, motori per la propulsione e gruppi elettrogeni.

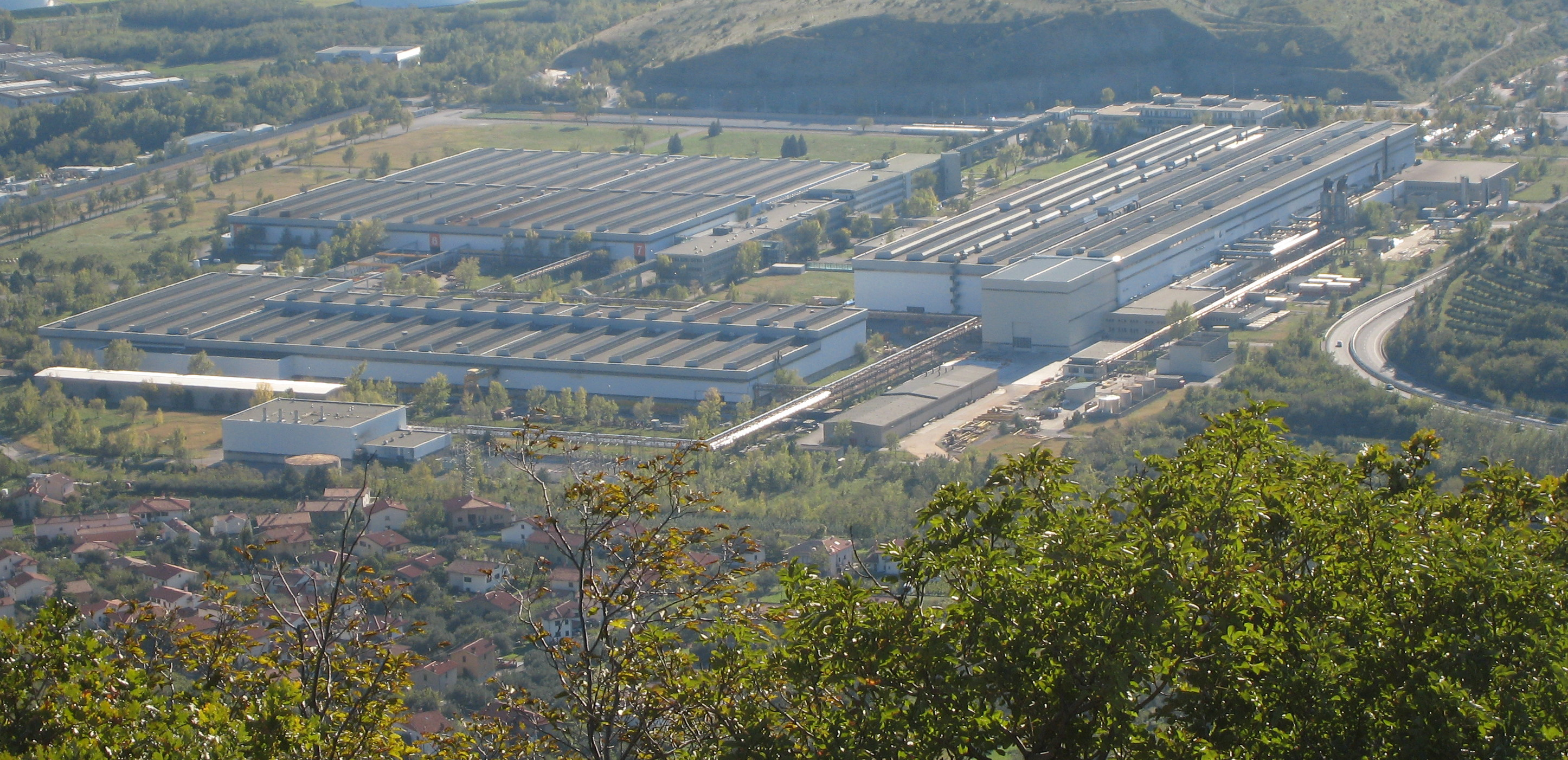
Lo stabilimento della Wärtsilä Italia a Trieste

## Wärtsilä-Sulzer RTA96C
L'azienda produce il motore più grande del mondo, il Wärtsilä-Sulzer RTA96C. Si tratta di un motore due tempi Diesel, disponibile in versioni da 6 fino a 14 cilindri in linea, per uso navale, prevalentemente in grandi navi portacontainer. La versione a 14 cilindri ha una cilindrata unitaria di 1809 l, e una cilindrata totale di 25333 l ed eroga la potenza di 109 820 hp (82 MW), con una coppia massima di oltre 7,6 milioni di N·m al regime di 102 giri/minuto, che coincide con quello di potenza massima. Il peso supera le 2300 t, il consumo di massima economia è di 6000 l/h di gasolio ed ha un rendimento di oltre il 50% che ne fa anche il motore a gasolio più efficiente al mondo solo per via della sua dimensione. Per ridurre lo stress laterale sulle pareti, i pistoni non sono connessi direttamente alla biella. Il motore va abbinato a un generatore di vapore che, sfruttando il calore dei gas di scarico, attiva un turboalternatore a vapore, il quale genera energia elettrica per tutte le necessità di bordo, oltre a fornire direttamente vapore per altri servizi, migliorando così ulteriormente il rendimento energetico.